# Musaria tirellii
Musaria tirellii là một loài bọ cánh cứng trong họ Cerambycidae.